# Варненское сельское поселение
Ва́рненское се́льское поселе́ние — муниципальное образование в Варненском районе Челябинской области Российской Федерации. В рамках административно-территориального устройства муниципальное образование  соответствует административно-территориальной единице Варненский сельсовет.
Административный центр — село Варна.

## История
Статус и границы сельского поселения установлены Законом Челябинской области от 9 июля 2004 года № 240-ЗО «О статусе и границах Варненского муниципального района и сельских поселений в его составе».

## Население
| 2002    | 2010    | 2011    | 2012    | 2013    | 2014    | 2015    |
| ------- | ------- | ------- | ------- | ------- | ------- | ------- |
| 10 340  | ↘10 202 | ↘10 173 | ↗10 183 | ↘10 148 | ↘10 093 | ↗10 157 |
| 2016    | 2017    | 2018    | 2019    | 2020    | 2021    | 2023    |
| ↗10 164 | ↗10 259 | ↘10 251 | ↘10 141 | ↗10 258 | ↗10 642 | ↗10 732 |

## Состав сельского поселения
| № | Населённый пункт | Тип населённого пункта       | Население |
| - | ---------------- | ---------------------------- | --------- |
| 1 | Варна            | село, административный центр | ↗10 365   |
| 2 | Кызыл-Маяк       | посёлок                      | ↘277      |

### Упразднённые населённые пункты
- Катенино — упразднённый в 1978 году посёлок[17]
- Статейка — упразднённый в 1978 году посёлок[17]